# Ángel Delgado
Ángel Luis Delgado Astacio, né le 20 novembre 1994 à Bajos de Haina à San Cristóbal, est un joueur dominicain de basket-ball. Il évolue au poste de pivot.

## Biographie
Alors qu'il n'avait pas été drafté en 2018, il signe, le 6 juillet 2018, un contrat "two-way" avec les Clippers de Los Angeles pour la saison à venir.
Le 8 août 2019, il signe un contrat d'une saison et 4,3 millions de dollars avec le club chinois des Beijing Royal Fighters.

## Carrière universitaire
- 2014-2018 :  Pirates de Seton Hall (NCAA)